# 치 치 라루

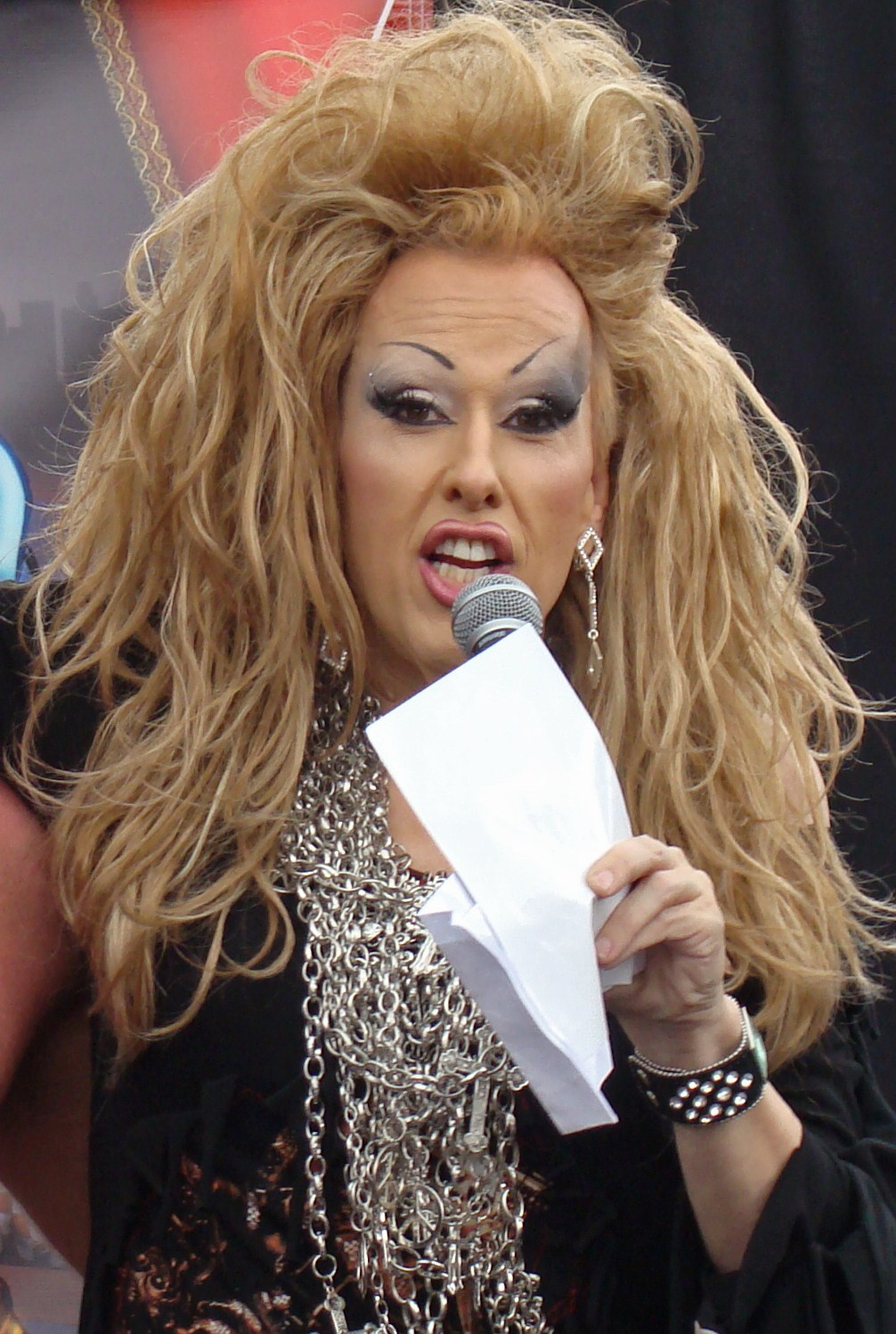
치치 라 루

치 치 라루(Chi Chi LaRue, 1959년 11월 8일 ~ )은 미국의 성인영화 연출자이다.

## 생애
치 치 라루는 미국의 저명한 포르노의 연출자로서 1959년 출생하였다. 여장 남자로서 본명은 래리 데이비드 파치오티(Larry David Paciotti)이다. 미국의 성인물 업계에서는 빼놓을 수 없는 인물로, 이미 미국에서 열리는 게이 포르노 영화제인 에로틱 게이 비디오 어워드에서 수차례가 넘게 수상을 해 온 바 있다. 데뷔 시기는 1987년으로, 게이 포르노 Black Attack으로 데뷔했다.
현재에도 작품 활동을 계속하고 있으며, 그의 웹사이트에서도 그의 비디오에 관한 정보와 그의 최근 소식을 더욱 상세하게 알 수 있다. 빌리 헤링턴의 사망 소식을 접한 이후에는 빌리 헤링턴을 추모하는 글을 올리기도 하였다.

## 작품 활동
- Black Attack 1987
- All Night Long 1989
- Play School 1990
- Amerians in Paris 1997 (All Worlds)
- Gang Of 13 1998 (All Worlds)
- Body Shop 1999 (All Worlds)
- Billy Herrington-Conquered 2001 (All Worlds)
- Playing With Fire3 2003 (All Worlds)
- Detention 2003
- Night Callers 2005

## 저서
- Making It Big 1997
- Chi Chi Larue's Warning 2005
- Chi Chi Larue's Lives And Raw 2005
- Bolt 2005
- Link:The Evolution 2007

## 관련 인물
- 빌리 헤링턴
- 마크 울프
- 대니 리
- 덩컨 밀스
- 밴 다크홈
- 브렌트 에버렛